# Toxorhina tuberifera
Toxorhina tuberifera är en tvåvingeart som beskrevs av Alexander 1966. Toxorhina tuberifera ingår i släktet Toxorhina och familjen småharkrankar. Inga underarter finns listade i Catalogue of Life.